# Jorge Croner de Vasconcelos
Jorge Croner de Vasconcelos (født 11. april 1910 i Lissabon - død 9. december 1974) var en portugisisk komponist, pianist og lærer.
Vasconcelos studerede komposition på det Nationale Musikkonservatorium i Lissabon hos bl.a. Luis de Freitas Branco. Han studerede videre i Paris på École Normale de Musique hos Paul Dukas, Nadia Boulanger og Igor Stravinskij. Vasconcelos hører sammen med Armando José Fernandes, Fernando Lopes-Graca og Pedro do Prado, (bedre kendt som "Grupo dos Quatro") til de dominerende komponister i Portugal i 1900-tallet. Han har skrevet orkesterværker, symfoniske digtninge, kammermusik, balletmusik, korværker, vokalmusik og klaverstykker. Vasconcelos var lærer i komposition og musikhistorie på det Nationale Musikkonservatorium i Lissabon.

## Udvalgte værker
- Symfonisk digtning (1928) - for orkester
- Nocturne (1968) - for orkester
- Vela Vermelha (1962) - for orkester
- Suite (1966) - for kammerorkester